# Roning under sommer-OL 2020 – Firer uden styrmand (herrer)
Herrernes roning i Firer uden styrmand under Sommer-OL 2020 fandt sted den 24. juli - 28. juli 2021 i Sea Forest Waterway, der ligger i Tokyo Bay zonen. 40 roere fra 10 nationer deltog.

## Format
Der er i alt kvalificeret 10 mandskaber til konkurrencen, der bliver indledt med to indledende heats med fem mandskaber i hvert heat. De to bedste mandskaber fra hvert heat går til finalen mens de resterende går til ét opsamlingsheat. I opsamlingsheatet går de to bedste mandskaber videre til finalen, mens de resterende fire mandskaber kommer i B finalen og ror om pladserne 7 – 10.

## Kvalifikation
Hver NOC kan kvalificere én båd i klassen.
| Kvalifikation                            | Dato                           | Vært    | Pladser | Kvalificeret                                                                       |
| ---------------------------------------- | ------------------------------ | ------- | ------- | ---------------------------------------------------------------------------------- |
| VM i roning 2019                         | 25. august – 1. september 2019 | Østrig  | 8       | Rumænien · Storbritannien · Italien · Australien · Polen · USA · Holland · Schweiz |
| Afsluttende Kvalifikationsturnering 2020 | 17.–19. maj 2020               | Schweiz | 2       |                                                                                    |
| Total                                    |                                |         | 10      |                                                                                    |

## Tidsplan
Konkurrencen blev afholdt over fire dage. De angivne tider er sessionens starttider; flere ro -begivenheder kan have løb under en session.
Alle tider er japansk standard tid (UTC+9)
| Dato                 | Tid   | Runde     |
| -------------------- | ----- | --------- |
| Lørdag 24. juli 2021 | 11:40 | Heats     |
| Søndag 25. juli 2021 | 13:10 | Opsamling |
| Onsdag 28. juli 2021 | 8:40  | Finale B  |
| Onsdag 28. juli 2021 | 10:10 | Finale A  |

## Resultater

### Heat 1
| Placering | Bane | Nation     | Tid     | Noter     |
| --------- | ---- | ---------- | ------- | --------- |
| 1         | 1    | Australien | 5:54.27 | Q         |
| 2         | 5    | USA        | 5:57.27 | Q         |
| 3         | 3    | Holland    | 6:00.27 | Opsamling |
| 4         | 2    | Rumænien   | 6:03.51 | Opsamling |
| 5         | 4    | Sydafrika  | 6:25.34 | Opsamling |

### Heat 2
| Placering | Bane | Nation         | Tid     | Noter     |
| --------- | ---- | -------------- | ------- | --------- |
| 1         | 1    | Storbritannien | 5:55.36 | Q         |
| 2         | 5    | Italien        | 5:57.67 | Q         |
| 3         | 3    | Polen          | 6:03.38 | Opsamling |
| 4         | 2    | Schweiz        | 6:04.09 | Opsamling |
| 5         | 4    | Canada         | 6:05.47 | Opsamling |

### Opsamlingsheat
| Placering | Bane | Nation    | Tid     | Noter |
| --------- | ---- | --------- | ------- | ----- |
| 1         | 2    | Rumænien  | 6:09.72 | Q     |
| 2         | 3    | Holland   | 6:11.22 | Q     |
| 3         | 4    | Polen     | 6:12.52 | FB    |
| 4         | 1    | Canada    | 6:15.86 | FB    |
| 5         | 5    | Schweiz   | 6:27.80 | FB    |
| 6         | 6    | Sydafrika | 6:30.34 | FB    |

### B Finale
| Placering | Bane | Nation    | Tid     | Note |
| --------- | ---- | --------- | ------- | ---- |
| 7         | 2    | Polen     | 5:57.17 |      |
| 8         | 3    | Canada    | 5:58.29 |      |
| 9         | 1    | Schweiz   | 6:02.32 |      |
| 10        | 4    | Sydafrika | 6:09.85 |      |

### Finale
| Placering | Bane | Nation         | Tid     | Note |
| --------- | ---- | -------------- | ------- | ---- |
| Guld      | 3    | Australien     | 5:42.76 | OB   |
| Sølv      | 1    | Rumænien       | 5:43.13 |      |
| Bronze    | 5    | Italien        | 5:43.60 |      |
| 4         | 4    | Storbritannien | 5:45.78 |      |
| 5         | 2    | USA            | 5:48.85 |      |
| 6         | 6    | Holland        | 5:50.81 |      |